# Any Minute Now
Any Minute Now is het derde studioalbum van het Belgische elektronische muziekduo Soulwax . Het werd op 23 augustus 2004 uitgebracht via het platenlabel PIAS . Het piekte twee weken lang op de tweede positie in de Vlaamse Ultratop Charts en stond in totaal 25 weken in de lijst. In totaal stond het album negen weken lang de Waalse Ultratop Charts en bereikte een piekpositie op plaats elf. De meeste nummers op Any Minute Now zijn geremixt op de opvolger van Soulwax, Nite Versions uit 2005.
Zoals op de meeste cd's van Soulwax en 2manydjs is een naamloze verborgen track te horen door terug te spoelen vóór het begin van de eerste track. Een versie van deze verborgen track verscheen op Nite Versions als I Love Techno.

## Tracklist
| 1.                 | E Talking                   | 04:35 |
| 2.                 | Any Minute Now              | 03:07 |
| 3.                 | Please... Don't Be Yourself | 03:42 |
| 4.                 | Compute                     | 04:44 |
| 5.                 | KracK                       | 02:32 |
| 6.                 | Slowdance                   | 04:23 |
| 7.                 | A Ballad to Forget          | 02:37 |
| 8.                 | Accidents and Compliments   | 04:32 |
| 9.                 | NY Excuse                   | 04:48 |
| 10.                | Miserable Girl              | 03:41 |
| 11.                | YYY/NNN                     | 04:00 |
| 12.                | The Truth Is So Boring      | 04:48 |
| 13.                | Dance 2 Slow                | 01:46 |
| Totale duur: 51:47 |                             |       |

1. ↑  Soulwax - Any Minute Now - ultratop.be. www.ultratop.be. Geraadpleegd op 30 april 2024.
2. ↑  soulwax.info. www.kevinenjoyce.com. Geraadpleegd op 30 april 2024.